# Junkhead
Pistes de Dirt
Rooster Dirt
Junkhead est le septième morceau de l'album Dirt sorti en 1992 du groupe Alice in Chains. C'est la chanson la plus spéculative et la plus explicite sur la dépendance de Layne Staley à l'héroïne.
Jerry Cantrell déclare à propos du titre dans Guitar World Presents Nirvana and the Grunge Revolution :
« Junkhead est une chanson assez flagrant sur l'usage de drogues. Mais toute la question est au Québec que beaucoup de gens croient que c'est génial de sortir et de se faire baiser jusqu'à; Ils reflètent l'attitude de quelqu'un qui en consomme. »